# Gautier Map
Gautier Map (ou erronément Moab ; en anglais : Walter Map), né vers 1140 dans les marches galloises et mort vers 1208-1210, est un homme d'Église et écrivain anglais du Moyen Âge. Map reçoit plusieurs hautes charge civiles et religieuses en Angleterre et sur le continent. Il échoue à être élu évêque de Hereford (1199) et de St David's (1203), puis on perd sa trace après mai 1208. Il est officiellement mort en 1210. Un seul ouvrage lui est attribué avec certitude : De nugis curialium (vers 1180), mais il est principalement connu pour l'attribution fictionnelle qui lui a été faite du cycle du Lancelot-Graal (Lancelot en prose). 

## Biographie
Il affirme être originaire des marches du Pays de Galles (Marchio sum Walensibus). Ses écrits semblent indiquer qu'il provenait du Herefordshire. Il a étudié à l'Université de Paris, probablement vers 1160 alors que Girard la Pucelle y enseignait. Il a aussi rencontré Thomas Becket avant 1162. En tant que diplomate au service du roi d'Angleterre Henri II, il a effectué des missions auprès du roi de France Louis VII et du pape Alexandre III. De plus, il a probablement été présent au troisième concile du Latran en 1179 où il rencontra une délégation des vaudois. Pendant ce voyage, il demeure auprès du comte de Champagne Henri Ier, lequel se préparait à effectuer son dernier voyage vers l'Est.
Gautier détenait une prébende dans le diocèse de Lincoln à partir de 1183 et devient chancelier du diocèse en 1186. Plus tard, il devient precentor de Lincoln, puis chanoine de St Paul's à Londres et du diocèse de Hereford et, en 1196, archidiacre d'Oxford.
Il était candidat à la succession de William de Vere comme évêque de Hereford en 1199, mais est rejeté. Il est candidat à nouveau en 1203 comme évêque de St David's, mais est à nouveau rejeté. Il était encore en vie le 28 mai 1208, mais est officiellement mort en 1210. Sa mort a été commémorée le 1er avril à la cathédrale de Hereford.

## Écrits
Le seul ouvrage connu avec certitude de Gautier Map est De nugis curialium (Bagatelles des courtisans). Écrit satirique, c'est une collection d'anecdotes, de rumeurs à la cour et d'un peu d'histoire authentique. Avec l'aide de William de Newburgh, il a noté les premières histoires de vampires anglais (plus précisément, des histoires de revenants). Map aurait écrit plusieurs poèmes goliards, dont le satirique Apocalypse de Golias, que d'autres attribuent à Gautier de Châtillon.

### Pseudo-Gautier Map
Il est désigné dans plusieurs prologues et épilogues de sections du cycle Lancelot en prose (romans médiévaux en français) comme l'un des auteurs, ce qui a conduit logiquement lui attribuer ces œuvres jusqu'au XXe siècle. Cependant les contradictions relevées entre les éléments biographiques connus et ceux présents dans les textes ont révélé que le(s) véritable(s) auteur(s) du cycle a attribué fictivement son œuvre à Map. Quelques érudits ont suggéré qu'il aurait écrit une romance originale, perdue, à propos de Lancelot qui a servi de source au cycle.

### Sources
- (en) British History Online Archdeacons of Oxford. Consulté le 28 octobre 2007
- (en) British History Online Chancellors of Lincoln. Consulté le 28 octobre 2007
- (en) British History Online Precentors of Lincoln. Consulté le 28 octobre 2007
- (en) Antonia Gransden, Historical writing in England, c. 550 to c. 1307, Londres : Routledge, 1974, p. 242-244.
- (en) Walter Map, M. R. James, C. N. L. Brooke et R. A. B. Mynors, De nugis curialium - Courtiers, 6e édition, Oxford : Oxford University Press, 1983.

### Ouvrage
- De Nugis Curialium (vers 1180), édi. par M. R. James revue, Oxford, 1983.
- Contes pour les gens de cour, trad. K. Bate, Brepols, 1993.
- André Boutemy, Gautier Map, conteur anglais. Extraits du De Nugis Curialium, Bruxelles, 1945, 95 p.

### Études
- Marylène Possamaï-Pérez, « La figure du roi dans le De Nugis Curialium de Gautier Map », in Et c'est la fin pour quoy sommes ensemble. Hommage à Jean Dufournet, Tome III, Paris, Honoré Champion éditeur, 1993, p. 1155-1170.
- J.B. Smith, Walter Map and the Matter of Britain, Philadelphia, University of Pennsylvania Press, 2017.
- G. Candela, L'offerta letteraria del De nugis curialium di Walter Map. L'anatomia dell'opera e la sua proposta estetica nel contesto culturale latino, romanzo e celtico del XII secolo, Palermo, 2019.